# 羅伯特·簡恩
羅伯特·簡恩（Robert Jayne，1973年—）是美國的一位演員，自兒童時期就開始出演電視劇。他的哥哥比利·簡恩也是一位演員。